# Somatochlora linearis
Somatochlora linearis ist eine Smaragdlibellenart aus der Familie der Falkenlibellen (Corduliidae), die zu den Großlibellen (Anisoptera) gehören. Sie ist im Osten der Vereinigten Staaten beheimatet. 

## Merkmale
Die Imago von Somatochlora linearis misst zwischen 58 und 68 Millimeter, wovon 44 bis 55 Millimeter auf den Hinterleib (Abdomen) entfallen, was innerhalb der Gattung relativ groß ist. Das sehr lange und schlanke Abdomen ist bräunlich mit einem grünen Schimmer. Dazu kommt eine hellere Musterung des Abdomens, die sich wie folgt zusammensetzt: Ein heller apikaler Ring befindet sich zusammen mit einem großen gelben Fleck auf der Seite des zweiten Segments.
Der Teil des Brustkorbes (Thorax), an dem die Flügel ansetzen, der sogenannte Pterothorax ist braun und schimmert grünlich. Im Gegensatz zu anderen Smaragdlibellen fehlen bei dieser Art sämtlich Streifen auf dem Pterothorax. Die langen Beine sind schwarz. Die Hinterflügel messen 39 bis 47 Millimeter. Die Flügel sind durchsichtig mit einer schwarzen Costalader.
Im gelbliche Gesicht ist im Bereich des Labrum etwas dunkler. Die Stirn (Frons) und der Scheitel (Vertex) sind metallisch blau. Der Hinterkopf (Occiput) ist braun.

## Verbreitung und Flugzeit
Die Art ist im Osten der Vereinigten Staaten in den Bundesstaaten Kansas, Missouri, Nebraska und Oklahoma verbreitet. Sie fliegt zwischen Mai und Oktober.

## Ähnliche Arten
Somatochlora linearis sehr ähnlich ist die Art Somatochlora ensigera. Eine Unterscheidung ist durch die Größe und durch die wesentlich schwächer ausgeprägte Musterung möglich.